# Markarianov lanac
Markarianov lanac je niz galaksija u središtu skupa Djevice. Naziv "lanac" je dobio zbog toga što su, gledane iz naše perspektive, galaksije poredane u luku. Lanac je ime dobio po armenskom astrofizičaru B. E. Markarianu koji je prvi uočio neobičan poredak galaksija. 
Sedam galaksija u lancu imaju sličan smjer i brzinu gibanja ali njihov poredak je slučajan i posljedica perspektive.
Približna lokacija Markarianovog lanca je RA 12h27m, DEC +13°10'.

### Popis galaksija koje čine Markarianov lanac
- Messier 84
- Messier 86
- NGC 4477
- NGC 4473
- NGC 4461
- NGC 4458
- NGC 4438
- NGC 4435

## Vanjske poveznice
- Slika lanca s nazivima galaksija
- (engl.) cloudynights.com: Markarian's Chain